# Hội Khoa học Kỹ thuật Biển Việt Nam
Hội Khoa học Kỹ thuật Biển Việt Nam là tổ chức xã hội nghề nghiệp phi lợi nhuận của những người và các tổ chức hoạt động nghiên cứu giảng dạy hay sản xuất liên quan đến khoa học kỹ thuật biển tại Việt Nam. Hội là thành viên của Liên hiệp các Hội Khoa học và Kỹ thuật Việt Nam. Hội có tên giao dịch bằng tiếng Anh là Vietnam Marine Science & Technology Association, viết tắt là VIMASTA.
Điều lệ Hội hiện hành đã sửa đổi, được Bộ Nội vụ Việt Nam phê duyệt tại Quyết định số 892/QĐ-BNV ngày 24 tháng 9 năm 2012.
Trụ sở Hội đặt tại địa chỉ P405, nhà A27, số 18 đường Hoàng Quốc Việt, phường Nghĩa Đô, quận Cầu Giấy, thành phố Hà Nội.

## Hoạt động
Ngày 03/02/2018 tại Hà Nội Hội Khoa học và Kỹ thuật Biển Việt Nam đã tổ chức Đại hội Đại biểu toàn quốc lần thứ V nhiệm kỳ 2018 – 2023.

## Dự án nhận chìm bùn ở Bình Thuận
Giữa năm 2017 dư luận xôn xao về "Dự án nhận chìm bùn ở Bình Thuận" do Công ty Điện lực Vĩnh Tân 1 đưa ra, nhằm nhận chìm gần 1 triệu m³ bùn, cát xuống vùng biển Bình Thuận. Dự án được coi là đã tham khảo tư vấn của nhiều nhà khoa học nhưng thực tế một số trong đó bị mạo danh, đơn vị tư vấn đều không liên lạc gì với họ. Một trong số đó là tiến sĩ Nguyễn Tác An, Phó Chủ tịch Hội Khoa học và Kỹ thuật Biển Việt Nam, nguyên Viện trưởng Viện Hải dương học Nha Trang, bức xúc nói như vậy với báo Pháp Luật TP.HCM ngày 19/7/2017.